# Prince (nhạc sĩ)
Prince Rogers Nelson (7 tháng 6 năm 1958 – 21 tháng 4 năm 2016), được biết đến bởi nghệ danh Prince, là một ca sĩ, người viết bài hát, nhạc công đa nhạc cụ, nhà sản xuất thu âm và diễn viên người Mỹ. Prince nổi tiếng là một nhà cách tân trong âm nhạc, với các tác phẩm chiết trung, hình tượng rực rỡ trên sân khấu và quãng giọng rộng. Ông được xem là người tiên phong trong phong cách "Minneapolis sound". Âm nhạc của ông mang nhiều thể loại khác nhau, bao gồm funk, rock, R&B, soul, psychedelia và pop.

## Tiểu sử
Prince sinh trưởng tại Minneapolis, Minnesota và có sở thích về âm nhạc từ nhỏ, sáng tác nên bài hát đầu tiên vào năm 7 tuổi. Sau khi thu âm nhiều bài hát với ban nhạc anh em 94 East, Prince thu âm những bản thu thử không thành công năm 19 tuổi, trước khi phát hành album đầu tay For You (1978) dưới sự dìu dắt của nhà quản lý Owen Husney. Album Prince (1979) đạt chứng nhận đĩa Bạch kim, cùng thành công của đĩa đơn "Why You Wanna Treat Me So Bad?" và "I Wanna Be Your Lover". 3 đĩa thu âm kế đến Dirty Mind (1980), Controversy (1981) và 1999 (1982) liên tiếp gặt hái thành công, cho thấy thế mạnh của Prince với ca từ mang tính gợi dục cao và khả năng kết hợp nhạc funk, dance và rock. Vào năm 1984, ông phát hành Purple Rain cùng ban nhạc hỗ trợ The Revolution như là âm nhạc của bộ phim đầu tay cùng tên. Là một nhạc sĩ phong phú, Prince viết và sản xuất nhiều bài hát vào những năm 80 cho nhiều nghệ sĩ khác, dưới nhiều bút danh khác nhau.
Sau khi ra mắt album Around the World in a Day (1985) và Parade (1986), The Revolution giải thể và Prince phát hành album-kép Sign o' the Times (1987) dưới vai trò nghệ sĩ đơn ca. Ông xuất bản thêm 3 album đơn ca nữa trước khi ra mắt nhóm The New Power Generation vào năm 1991. Ông đổi nghệ danh sang một biểu tượng không thể phát âm—, còn được biết đến như "Biểu tượng tình yêu" vào năm 1993. Ông sau đó bắt đầu liên tục ra mắt nhiều album mới để nhanh chóng kết thúc nghĩa vụ hợp đồng cùng Warner Bros.; ông phát hành đến 5 đĩa thu âm giữa năm 1994 và 1996 trước khi ký kết cùng Arista Records vào năm 1998. Vào năm 2000, ông sử dụng lại nghệ danh "Prince". Ông xuất bản tổng cộng 15 album sau đó; album cuối cùng, HITnRUN Phase Two, phát hành độc quyền trên hệ thống streaming Tidal vào ngày 11 tháng 12 năm 2015.
Từ khi khởi nghiệp, Prince đã bán hơn 100 triệu đĩa nhạc trên toàn cầu, giúp ông trở thành một trong những nghệ sĩ thu âm bán chạy nhất mọi thời đại. Ông là chủ nhân của 7 giải Grammy, 1 giải Quả cầu vàng và 1 giải Oscar. Ông được vinh danh tại Đại sảnh Danh vọng Rock and Roll trong năm hợp lệ đầu tiên vào năm 2004. Rolling Stone xếp Prince ở vị trí thứ 27 trong danh sách "100 Nghệ sĩ vĩ đại nhất".
Prince qua đời tại tư gia kiêm phòng thu Paisley Park của ông tại Chanhassen, Minnesota, gần Minneapolis, vào ngày 21 tháng 4 năm 2016, sau khi bị một số triệu chứng giống cúm trong vài tuần. Nguyên nhân được xác định do sử dụng thuốc giảm đau fentanyl quá liều.
Nhiều nghệ sĩ và nhân vật văn hóa phản ứng đến cái chết của Prince. Tổng thống Hoa Kỳ Barack Obama chia sẻ đau buồn và Thượng viện Hoa Kỳ thông qua một nghị quyết khen ngợi những thành tựu của ông "như một nhạc sĩ, nhà phổ nhạc, người tiên phong và biểu tượng văn hóa". Nhiều thành phố khắp nước Mỹ tổ chức cầu nguyện, tưởng nhớ đến ông, rọi đèn màu tím dọc các tòa nhà và cầu đường. Trong 5 tiếng đầu tiên từ khi thông báo ông qua đời, cụm từ "Prince" dẫn đầu xu hướng trên Twitter, với 61 triệu tương tác liên quan trên mạng xã hội Facebook. MTV dừng lịch phát sóng để trình chiếu liên tiếp các video âm nhạc của Prince và Purple Rain. AMC Theatres và Carmike Cinemas phát hành Purple Rain trên các cụm rạp chọn lọc trong tuần kế tiếp. Saturday Night Live chiếu một tập vinh danh ông mang tên "Goodnight, Sweet Prince," bao gồm những màn trình diễn của ông trên chương trình. Nielsen Music báo cáo lượng doanh số của ông tăng đến 42.000% sau khi qua đời. Danh mục âm nhạc của Prince bán thêm 4.41 triệu album và bài hát từ 21 đến 28 tháng 4, với 5 album liên tiếp trở lại top 10 Billboard 200, lần đầu tiên trong lịch sử của bảng xếp hạng này.

## Danh sách đĩa nhạc
- For You (1978)
- Prince (1979)
- Dirty Mind (1980)
- Controversy (1981)
- 1999 (1982)
- Purple Rain (1984)
- Around the World in a Day (1985)
- Parade (1986)
- Sign o' the Times (1987)
- Lovesexy (1988)
- Batman (1989)
- Graffiti Bridge (1990)
- Diamonds and Pearls (1991)
- (Love Symbol Album) (1992)
- Come (1994)
- The Black Album (1994)
- The Gold Experience (1995)
- Chaos and Disorder (1996)
- Emancipation (1996)
- Crystal Ball (1998)
- The Truth (1998)
- The Vault: Old Friends 4 Sale (1999)
- Rave Un2 the Joy Fantastic (1999)
- The Rainbow Children (2001)
- One Nite Alone... (2002)
- Xpectation (2003)
- N.E.W.S (2003)
- Musicology (2004)
- The Chocolate Invasion (2004)
- The Slaughterhouse (2004)
- 3121 (2006)
- Planet Earth (2007)
- Lotusflow3r (2009)
- MPLSound (2009)
- 20Ten (2010)
- Plectrumelectrum (2014)
- Art Official Age (2014)
- HITnRUN Phase One (2015)
- HITnRUN Phase Two (2015)

## Sự nghiệp điện ảnh
| Năm  | Tựa đề                | Vai               | Đạo diễn       |
| ---- | --------------------- | ----------------- | -------------- |
| 1984 | Purple Rain           | The Kid           | Albert Magnoli |
| 1986 | Under the Cherry Moon | Christopher Tracy | Prince         |
| 1987 | Sign o' the Times     | Chính ông         | Prince         |
| 1990 | Graffiti Bridge       | The Kid           | Prince         |

| Năm  | Tựa đề          | Vai       | Đạo diễn      |
| ---- | --------------- | --------- | ------------- |
| 1997 | Muppets Tonight | Chính ông | Tập 11        |
| 2014 | New Girl        | Chính ông | Tập: "Prince" |

## Lưu diễn
- Prince Tour (1979–80)
- Dirty Mind Tour (1980–81)
- Controversy Tour (1981–82)
- 1999 Tour (1982–83)
- Purple Rain Tour (1984–85)
- Parade Tour (1986)
- Sign o' the Times Tour (1987)
- Lovesexy Tour (1988–89)
- Nude Tour (1990)
- Diamonds and Pearls Tour (1992)
- Act I and II (1993)
- Interactive Tour (1994)
- The Ultimate Live Experience (1995)
- Gold Tour (1996)
- Love 4 One Another Charities Tour (1997)
- Jam of the Year Tour (1997–98)
- New Power Soul Tour/Festival (1998)
- Hit n Run Tour (2000–01)
- A Celebration (2001)
- One Nite Alone... Tour (2002)
- 2003–2004 World Tour (2003–04)
- Musicology Live 2004ever (2004)
- Per4ming Live 3121 (2006–07)
- 21 Nights in London: The Earth Tour (2007)
- 20Ten Tour (2010)
- Welcome 2 (2010–12)
- Live Out Loud Tour (2013)
- Hit and Run Tour (2014–15)